# Jesper Riis-Johannessen
Jesper Riis-Johannessen (ur. 10 maja 1989) – norweski narciarz alpejski, złoty medalista mistrzostw świata juniorów.

## Kariera
Po raz pierwszy na arenie międzynarodowej Jesper Riis-Johannessen pojawił się 26 listopada 2004 roku w Geilo, gdzie w zawodach juniorskich nie ukończył rywalizacji w gigancie. W 2008 wystartował na mistrzostwach świata juniorów w Formigal, gdzie był ósmy w gigancie, a slalomu nie ukończył. Podczas rozgrywanych rok później mistrzostw świata juniorów w Garmisch-Partenkirchen zdobył złoty medal w slalomie. W zawodach tych wyprzedził dwóch reprezentantów USA: Tommy'ego Forda oraz Nolana Kaspera. Na tej samej imprezie wystąpił także w gigancie, jednak został zdyskwalifikowany już w pierwszym przejeździe. W zawodach Pucharu Świata zadebiutował 14 marca 2009 roku w Åre, gdzie zajął dziewiętnaste miejsce w zjeździe. Tym samym już w swoim debiucie zdobył pierwsze pucharowe punkty. Był to jednak jego jedyny start w zawodach tego cyklu. W klasyfikacji sezonu 2008/2009 zajął ostatecznie 151. miejsce. Nie startował na igrzyskach olimpijskich ani mistrzostwach świata.

## Osiągnięcia

### Mistrzostwa świata juniorów
| Miejsce | Dzień     | Rok  | Miejscowość            | Konkurencja | Czas biegu  | Strata  | Zwycięzca         |
| ------- | --------- | ---- | ---------------------- | ----------- | ----------- | ------- | ----------------- |
| DNF1    | 27 lutego | 2008 | Formigal               | Slalom      | 1:29,68 min | -       | Marcel Hirscher   |
| 8.      | 29 lutego | 2008 | Formigal               | Gigant      | 1:57,00 min | +1,91 s | Marcel Hirscher   |
| DSQ     | 5 marca   | 2009 | Garmisch-Partenkirchen | Gigant      | 2:18,49 min | -       | Alexis Pinturault |
| 1.      | 6 marca   | 2009 | Garmisch-Partenkirchen | Slalom      | 1:20,78 min | -       | -                 |

### Puchar Świata

#### Miejsca w klasyfikacji generalnej
- sezon 2008/2009: 151.

#### Pozostałe miejsca na podium w zawodach
Riis-Johannessen nigdy nie stanął na podium zawodów PŚ.